# Królik Oswald
Królik Oswald (ang. Oswald the Lucky Rabbit) – fikcyjna postać z filmów animowanych, stworzona w 1927 roku przez Walta Disneya i Uba Iwerksa dla Universal Pictures. Występował on w filmach krótkometrażowych puszczanych w kinach w latach 1927-1938. Łącznie powstało 27 krótkometrażówek z Oswaldem, wyprodukowanych przez Walt Disney Animation Studios. Po pełnym przejęciu Oswalda przez Universal w 1928 roku Walt Disney stworzył nową postać dla swoich animacji, która wyglądem przypominała Oswalda: Myszkę Miki, jedną z najbardziej rozpoznawalnych bohaterów kreskówek na świecie.
W roku 2003 studio Buena Vista Games przedstawiło koncepcję gry wideo inspirowanej Oswaldem ówczesnemu prezydentowi Disneya i przyszłemu dyrektorowi generalnemu Bobowi Igerowi, który zobowiązał się do nabycia praw do Oswalda. W 2006 The Walt Disney Company zdobył prawa do marki Oswalda (w zamian NBCUniversal mógł nawiązać współpracę z Alanem Michaelsem, mającym zostać spikerem w trakcie NBC Sunday Night Football).

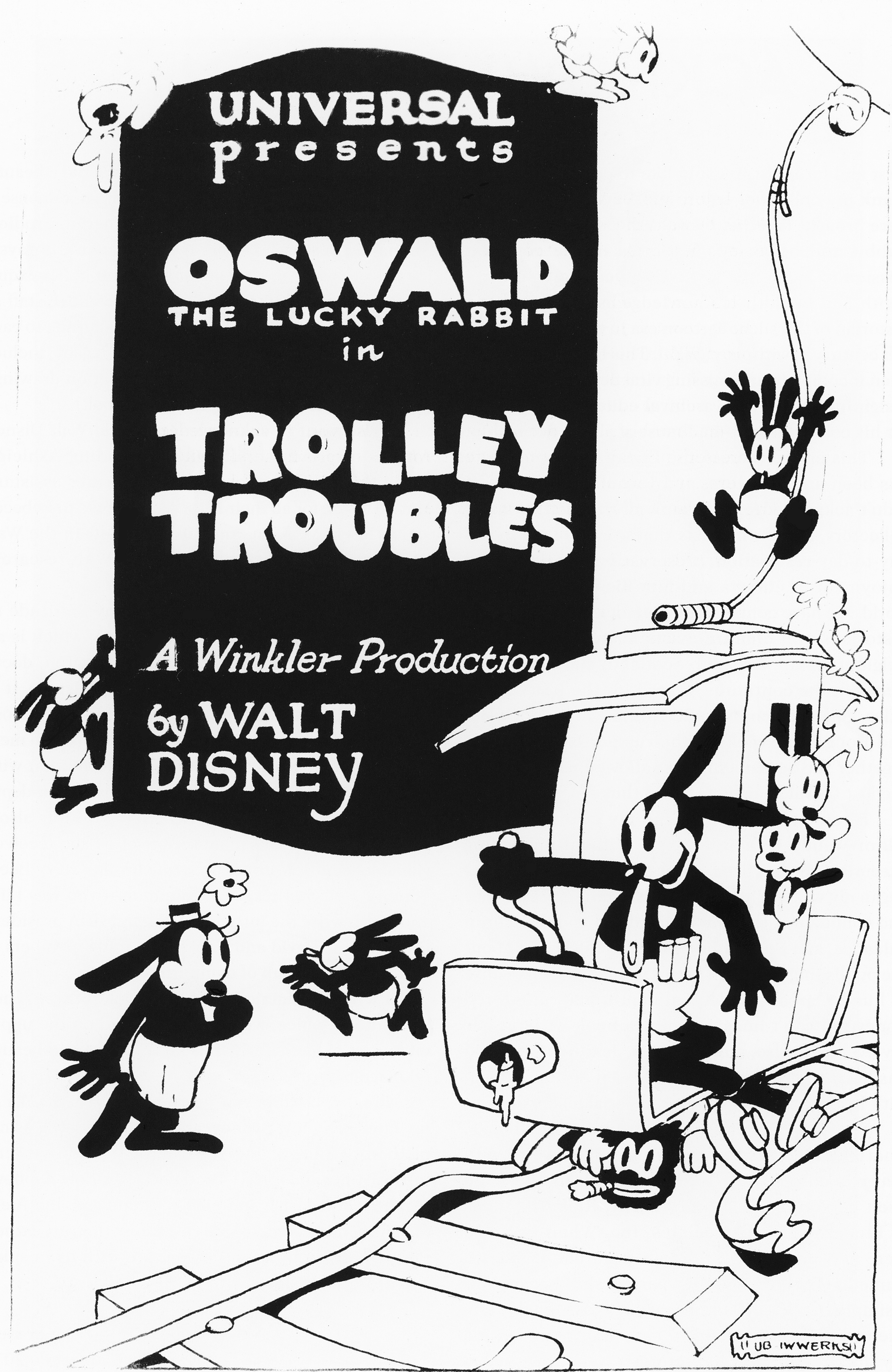
Plakat kreskówki Trolley Troubles z postacią Królika Oswalda

Oswald po raz pierwszy ponownie wystąpił jako postać Disneya 2010 roku, w grze Epic Mickey. Metafikcyjna fabuła gry opowiada historię bazującą na prawdziwych wydarzeniach związanych z postacią, prezentując jej uczucia związane z porzuceniem przez Disneya i zawiść jaką czuje z tego powodu w stosunku do Mikiego. Od tego czasu Oswald zaczął pojawiać się w disnejowskich parkach rozrywki i komiksach, a także występował w growych kontynuacjach: Epic Mickey 2: Siła dwóch i Epic Mickey: Power of Illusion. Po raz pierwszy od 85 lat Oswald pojawił się w filmie animowanym w 2013 roku, w kreskówce pt. Get a Horse!, gdzie miał swoje cameo. W 2014 roku był on jednym z mieszkańców w grze Disney Infinity 2.0, natomiast w 2015 jego historia omówiona została w filmowej biografii Walta Disneya Walt Before Mickey. W 2022 Oswald otrzymał swój własny nowy film krótkometrażowy, pierwszy raz w XXI wieku. Rok później Oswald miał swoje cameo w Było sobie studio.
W styczniu 2023 roku wygasły prawa autorskie do kilku pierwszych krótkometrażówek z Oswaldem oraz do samej postaci. Od tego czasu filmy te oraz zaprezentowana tam wersja Oswalda znajdują się w domenie publicznej.